# 猫ウイルス性鼻気管炎

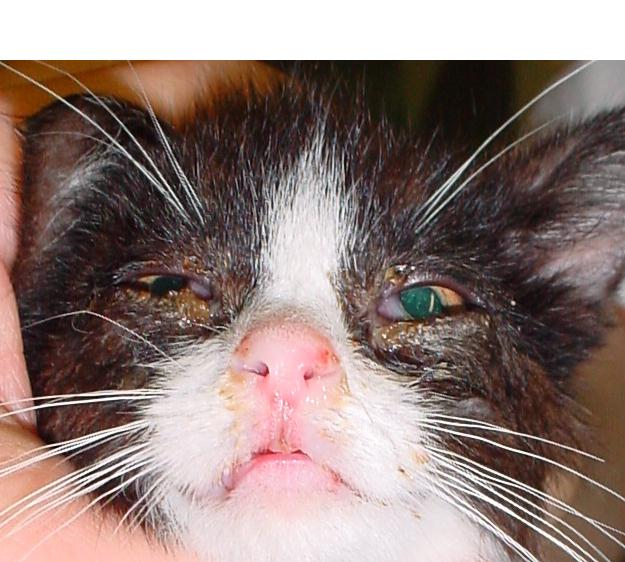
猫ウイルス性鼻気管炎

猫ウイルス性鼻気管炎(英: feline viral rhinotracheitis (FVR))とはヘルペスウイルス科に属する猫ヘルペスウイルス1型を原因とするネコの上部呼吸器感染症。猫インフルエンザ、猫コリーザとも呼ばれる。猫預かり所(en:cattery)や犬舎(en:kennel)においてはネコのウイルス性呼吸器感染症は深刻な疾病となり得る。猫ウイルス性鼻気管炎はネコの呼吸器病の半数を占め、呼吸器病の中で最も重要な疾病である。猫ウイルス性鼻気管炎以外で重要な呼吸器病としては猫カリシウイルス感染症がある。
猫ウイルス性鼻気管炎は接触伝播し、仔猫の肺炎による死を含む重篤な疾病となり得る。垂直感染も引き起こすが重要性は低い。ネコに発熱、元気消失、食欲不振、くしゃみ、鼻漏、眼やにの排泄、流涎、呼吸困難、結膜浮腫、角膜炎、角膜潰瘍などを引き起こす。結膜や鼻や口、咽頭の粘膜上皮細胞に核内封入体を形成する。回復後には猫ヘルペスウイルス1型は潜伏感染し、免疫力の低下などにより再活性化する。ワクチンが市販されている。
ネコ科動物の全てに猫ヘルペスウイルス1型の感受性があり、実際にドイツにおいてライオンの致死的な脳炎の原因となった例がある。